# Muang Xay
Muang Xay är en provinshuvudstad i Laos.   Den ligger i provinsen Udomxai, i den nordvästra delen av landet, 300 km norr om huvudstaden Vientiane. Muang Xay ligger 652 meter över havet och antalet invånare är 25 000.
Terrängen runt Muang Xay är huvudsakligen kuperad, men den allra närmaste omgivningen är platt. Muang Xay ligger nere i en dal. Runt Muang Xay är det ganska glesbefolkat, med 24 invånare per kvadratkilometer. Det finns inga andra samhällen i närheten. I omgivningarna runt Muang Xay växer i huvudsak städsegrön lövskog.